# Округ Боневил (Ајдахо)
Боневил (енгл. Bonneville County) је округ у америчкој савезној држави Ајдахо.

## Демографија
По попису из 2010. године број становника је 104.234, што је 21.712 (26,3%) становника више него 2000. године.
| Група             | 2000.          | 2010.          |
| Белци             | 74.461 (90,2%) | 88.873 (85,3%) |
| Афроамериканци    | 403 (0,5%)     | 585 (0,6%)     |
| Азијати           | 675 (0,8%)     | 856 (0,8%)     |
| Хиспаноамериканци | 5.703 (6,9%)   | 11.912 (11,4%) |
| Укупно            | 82.522         | 104.234        |